# Коцофеній-дін-Фаце (комуна)
Коцофеній-дін-Фаце (рум. Coțofenii din Față) — комуна у повіті Долж в Румунії. До складу комуни входять такі села (дані про населення за 2002 рік):
- Бехарка (356 осіб)
- Коцофеній-дін-Фаце (1588 осіб)

Комуна розташована на відстані 193 км на захід від Бухареста, 19 км на північний захід від Крайови.

## Населення
У 2009 року у комуні проживали 1995 осіб.